# فريديريك جولي
فريديريك جولي (بالفرنسية: Frédéric Joly)‏ هو مقدم تلفزيوني فرنسي، ولد في 9 سبتمبر 1972.

## وصلات خارجية
- فريديريك جولي على موقع IMDb (الإنجليزية)